# Thomas Wassberg
Thomas Lars Wassberg (ur. 27 marca 1956 w Lennartsfors) – szwedzki biegacz narciarski, czterokrotny złoty medalista olimpijski oraz siedmiokrotny medalista mistrzostw świata.

## Kariera
Jego olimpijskim debiutem były igrzyska w Innsbrucku w 1976 r. Zajął tam 15. miejsce w biegu na 15 km techniką klasyczną oraz 4. miejsce w sztafecie. Pierwszy sukces olimpijski osiągnął podczas igrzysk olimpijskich w Lake Placid, gdzie zdobył złoty medal w biegu na 15 km stylem klasycznym. Największe sukcesy odniósł jednak na igrzyskach olimpijskich w Sarajewie, gdzie wraz z Bennym Kohlbergiem, Janem Ottossonem i Gunde Svanem zdobył złoty medal w sztafecie 4 × 10 km. Ponadto indywidualnie Wassberg zdobył złoto na dystansie 50 km techniką klasyczną. Swój ostatni medal zdobył na igrzyskach olimpijskich w Calgary, gdzie Szwedzi w składzie: Jan Ottosson, Gunde Svan i Torgny Mogren po raz drugi z rzędu zdobyli złoto w sztafecie.
W 1982 r. zadebiutował na mistrzostwach świata biorąc udział w mistrzostwach w Oslo. Zdobył tam złoty medal w biegu na 50 km techniką klasyczną. Podczas mistrzostw świata w Seefeld in Tirol zdobył kolejne dwa medale. Srebrny wywalczył na dystansie 15 km stylem klasycznym, gdzie uległ jedynie Kariemu Härkönenowi z Finlandii. Wspólnie z Erikiem Östlundem, Thomasem Erikssonem i Gunde Svanem zdobył ponadto brązowy medal w sztafecie. Mistrzostwa świata w Oberstdorfie były ostatnimi i zarazem najbardziej udanymi w jego karierze. Zdobył tam złote medale w sztafecie (Szwedzi biegli w składzie: Östlund, Svan, Wassberg i Mogren) oraz w biegu na 30 km stylem klasycznym. Ponadto zdobył srebrne medale na dystansach 15 km stylem klasycznym, gdzie uległ Włochowi Marco Albarello oraz 50 km stylem dowolnym, gdzie lepszy okazał się inny Włoch - Maurilio De Zolt.
W sezonach 1981/1982, 1983/1984 i 1986/1987 zajmował drugie miejsce w klasyfikacji generalnej. Ponadto w sezonie 1984/1985 był trzeci w klasyfikacji generalnej. Poza tym zwyciężył w nieoficjalnej klasyfikacji generalnej w sezonie 1976/1977, a w sezonie 1979/1980 był drugi. W 1988 r. zakończył karierę.
Jest jednym z najbardziej utytułowanych szwedzkich biegaczy narciarskich. Pięciokrotnie wygrywał Holmenkollen ski festival (1979 i 1985 r. bieg na 15 km oraz 1980, 1982 i 1987 r. na 50 km). W 1980 r. otrzymał Svenska Dagbladets guldmedalj, nagrodę dla najlepszego szwedzkiego sportowca/sportsmenki roku, jednakże odmówił odebrania nagrody. W tym samym roku otrzymał także norweski medal Holmenkollen.

## Osiągnięcia

### Igrzyska olimpijskie
| Miejsce | Dzień     | Rok  | Miejscowość | Konkurencja             | Czas biegu | Strata   | Zwycięzca           |
| ------- | --------- | ---- | ----------- | ----------------------- | ---------- | -------- | ------------------- |
| 15.     | 8 lutego  | 1976 | Innsbruck   | 15 km stylem klasycznym | 43:58,47   | +2:14,88 | Nikołaj Bażukow     |
| 4.      | 11 lutego | 1976 | Innsbruck   | Sztafeta 4 × 10 km      | 2:07:59,72 | +3:17,16 | Finlandia           |
| 4.      | 14 lutego | 1980 | Lake Placid | 30 km stylem klasycznym | 1:27:02,80 | +1:37,55 | Nikołaj Zimiatow    |
| 1.      | 17 lutego | 1980 | Lake Placid | 15 km stylem klasycznym | 41:57,63   | -        | -                   |
| 5.      | 20 lutego | 1980 | Lake Placid | Sztafeta 4 × 10 km      | 1:57:03,46 | +3:39,25 | ZSRR                |
| 14.     | 10 lutego | 1984 | Sarajewo    | 30 km stylem klasycznym | 1:28:56,3  | +3:29,0  | Nikołaj Zimiatow    |
| 1.      | 16 lutego | 1984 | Sarajewo    | Sztafeta 4 × 10 km      | 1:55:06,3  | -        | -                   |
| 1.      | 19 lutego | 1984 | Sarajewo    | 50 km stylem klasycznym | 2:15:55,8  | -        | -                   |
| 42.     | 15 lutego | 1988 | Calgary     | 30 km stylem klasycznym | 1:24:26,3  | +9:41,3  | Aleksiej Prokurorow |
| 1.      | 22 lutego | 1988 | Calgary     | Sztafeta 4 × 10 km      | 1:43:58,6  | -        | -                   |
| DNF     | 27 lutego | 1988 | Calgary     | 50 km stylem klasycznym | 2:04:30,9  | -        | Gunde Svan          |

### Mistrzostwa świata
| Miejsce | Dzień       | Rok  | Miejscowość      | Konkurencja             | Czas biegu | Strata  | Zwycięzca        |
| ------- | ----------- | ---- | ---------------- | ----------------------- | ---------- | ------- | ---------------- |
| 16.     | 20 lutego   | 1982 | Oslo             | 30 km stylem dowolnym   | 1:21:52,3  | ?       | Thomas Eriksson  |
| 18.     | 23 lutego   | 1982 | Oslo             | 15 km stylem dowolnym   | 38:52,5    | ?       | Oddvar Brå       |
| 5.      | 25 lutego   | 1982 | Oslo             | Sztafeta 4 × 10 km      | 1:56:27,6  | +3:11,8 | Norwegia · ZSRR  |
| 1.      | 27 lutego   | 1982 | Oslo             | 50 km stylem klasycznym | 2:32:00,9  | -       | -                |
| 4.      | 18 stycznia | 1985 | Seefeld in Tirol | 30 km stylem klasycznym | 1:18:24,1  | +39,2   | Gunde Svan       |
| 2.      | 22 stycznia | 1985 | Seefeld in Tirol | 15 km stylem klasycznym | 40:42,7    | +13,3   | Kari Härkönen    |
| 3.      | 24 stycznia | 1985 | Seefeld in Tirol | Sztafeta 4 × 10 km      | 1:52:21,0  | +40,8   | Norwegia         |
| 1.      | 12 lutego   | 1987 | Oberstdorf       | 30 km stylem klasycznym | 1:24:30,1  | -       | -                |
| 2.      | 15 lutego   | 1987 | Oberstdorf       | 15 km stylem klasycznym | 43:01,8    | +6,8    | Marco Albarello  |
| 1.      | 21 lutego   | 1987 | Oberstdorf       | Sztafeta 4 × 10 km      | 1:38:04,6  | -       | -                |
| 2.      | 21 lutego   | 1987 | Oberstdorf       | 50 km stylem dowolnym   | 2:11:27,2  | +22,3   | Maurilio De Zolt |

### Puchar Świata
W sezonach 1973/1974 - 1980/1981 Puchar Świata rozgrywany był nieoficjalnie.

#### Miejsca w klasyfikacji generalnej
- sezon 1976/1977: 1.
- sezon 1977/1978: 4.
- sezon 1978/1979: 5.
- sezon 1979/1980: 2.
- sezon 1980/1981: 5.
- sezon 1981/1982: 2.
- sezon 1982/1983: 5.
- sezon 1983/1984: 2.
- sezon 1984/1985: 3.
- sezon 1985/1986: 15.
- sezon 1986/1987: 2.
- sezon 1987/1988: 19.

#### Miejsca na podium
| Nr  | Dzień       | Rok  | Miejscowość      | Konkurencja             | Czas biegu | Pozycja | Strata | Zwycięzca               |
| --- | ----------- | ---- | ---------------- | ----------------------- | ---------- | ------- | ------ | ----------------------- |
| 1.  | 18 grudnia  | 1976 | Davos            | 30 km                   | ?          | 1       | -      | -                       |
| 2.  | 15 stycznia | 1977 | Reit im Winkl    | 15 km                   | ?          | 3       | ?      | Siergiej Sawieljew      |
| 3.  | 27 lutego   | 1977 | Lahti            | 50 km                   | ?          | 2       | ?      | Siergiej Sawieljew      |
| 4.  | 17 grudnia  | 1977 | Davos            | 15 km                   | ?          | 1       | -      | -                       |
| 5.  | 18 stycznia | 1978 | Ramsau           | 30 km                   | ?          | 1       | -      | -                       |
| 6.  | 20 stycznia | 1979 | Le Brassus       | 15 km                   | ?          | 2       | ?      | Oddvar Brå              |
| 7.  | 15 stycznia | 1980 | Ramsau           | 15 km                   | ?          | 3       | ?      | Juha Mieto              |
| 8.  | 17 lutego   | 1980 | Le Brassus       | 15 km                   | ?          | 1       | -      | -                       |
| 9.  | 13 marca    | 1980 | Oslo             | 15 km                   | ?          | 2       | ?      | Oddvar Brå              |
| 10. | 15 marca    | 1980 | Oslo             | 50 km                   | ?          | 1       | -      | -                       |
| 11. | 17 stycznia | 1981 | Welingrad        | 15 km                   | ?          | 2       | ?      | Oddvar Brå              |
| 12. | 7 marca     | 1981 | Falun            | 30 km                   | ?          | 1       | -      | -                       |
| 13. | 21 marca    | 1981 | Whitehorse       | 15 km                   | ?          | 1       | -      | -                       |
| 14. | 9 stycznia  | 1982 | Reit im Winkl    | 15 km stylem klasycznym | ?          | 3       | ?      | Pål Gunnar Mikkelsplass |
| 15. | 16 stycznia | 1982 | Le Brassus       | 15 km stylem klasycznym | ?          | 2       | ?      | Bill Koch               |
| 16. | 27 lutego   | 1982 | Oslo             | 50 km stylem klasycznym | 2:32:00,9  | 1       | -      | -                       |
| 17. | 12 marca    | 1982 | Falun            | 30 km stylem klasycznym | ?          | 3       | ?      | Bill Koch               |
| 18. | 19 marca    | 1982 | Štrbské Pleso    | 15 km stylem klasycznym | ?          | 2       | ?      | Harri Kirvesniemi       |
| 19. | 26 lutego   | 1983 | Falun            | 30 km stylem klasycznym | ?          | 2       | ?      | Aleksander Zawiałow     |
| 20. | 27 marca    | 1983 | Labrador City    | 30 km stylem klasycznym | ?          | 3       | ?      | Gunde Svan              |
| 21. | 19 lutego   | 1984 | Sarajewo         | 50 km stylem klasycznym | 2:15:55,8  | 1       | -      | -                       |
| 22. | 25 lutego   | 1984 | Falun            | 30 km stylem klasycznym | ?          | 2       | ?      | Gunde Svan              |
| 23. | 2 marca     | 1984 | Lahti            | 15 km stylem klasycznym | ?          | 2       | ?      | Lars Erik Eriksen       |
| 24. | 22 stycznia | 1985 | Seefeld in Tirol | 15 km stylem klasycznym | 40:42,7    | 2       | +13,3  | Kari Härkönen           |
| 25. | 9 marca     | 1985 | Falun            | 30 km stylem klasycznym | ?          | 3       | ?      | Gunde Svan              |
| 26. | 14 marca    | 1985 | Oslo             | 15 km stylem klasycznym | ?          | 1       | -      | -                       |
| 27. | 8 marca     | 1986 | Falun            | 30 km stylem klasycznym | ?          | 1       | -      | -                       |
| 28. | 12 lutego   | 1987 | Oberstdorf       | 30 km stylem klasycznym | 1:24:30,1  | 1       | -      | -                       |
| 29. | 15 lutego   | 1987 | Oberstdorf       | 15 km stylem klasycznym | 43:01,8    | 2       | +6,8   | Marco Albarello         |
| 30. | 21 lutego   | 1987 | Oberstdorf       | 50 km stylem dowolnym   | 2:11:27,2  | 2       | +22,3  | Maurilio De Zolt        |
| 31. | 11 marca    | 1987 | Oslo             | 50 km stylem dowolnym   | ?          | 1       | -      | -                       |